# Breštane
Breštane is een plaats in de gemeente Udbina in de Kroatische provincie Lika-Senj. De plaats telt 21 inwoners (2001).